# عبد العزيز الرصاع
عبد العزيز الرصاع (22 أكتوبر 1957 -) هو وزيرا للصناعة والتكنولوجيا التونسي.

## حياته ونشأته
ولد عبد العزيز الرصاع الذي عين يوم الاثنين 7 مارس 2011 وزيرا للصناعة والتكنولوجيا، في 22 أكتوبر 1957 بتونس. وهو متحصل على شهادة مهندس أول من المعهد القومي العالي للصناعات الكيميائية بنانسي بفرنسا (جوان 1981) وعلى شهادة في الدراسات المعمقة في الهندسة الكيميائية من المعهد القومي العالي للنفط والمحركات بباريس (جوان 1982) وعلى شهادة الدراسات المختصة في التصرف في مؤسسات النفط من المعهد العالي للدراسات التجارية بمونتريال بكندا (جوان 1992).
وقد بدأ الرصاع حياته المهنية بالمؤسسة التونسية للأنشطة البترولية في سبتمبر 1982 برتبة مهندس مختص فرئيس مشروع (من 1984 إلى 1986) وفي سنة 1992 شغل خطة كاهية مدير الإنتاج وفي أكتوبر 1994 كلف بمأمورية بوزارة الاقتصاد الوطني ثم بوزارة الصناعة مكلفا بالطاقة والمناجم (من 1994 إلى 1995) قبل تكليفه بوحدة التصرف في البرنامج الثلاثي (من 1995 إلى 1999) وعين في ديسمبر 1999 مديرا عاما للطاقة وهو المنصب الذي شغله إلى حد تعيينه سنة 2007 كاتب دولة مكلفا بالطاقة المتجددة والصناعات الغذائية.
وكان عين في 28 يناير 2011 كاتب دولة لدى وزير الصناعة والتكنولوجيا مكلفا بالطاقة. وعبد العزير الرصاع عضو بمجلس عمادة المهندسين. وهو متزوج وأب لابنين.